# Motoka
Motoka（もとか、1984年9月27日 - ）は、日本のレースクイーン、グラビアアイドルである。

## 来歴
- 2003年、フィット（現・フィットワン）に所属し、小口もな美名義でグラビアデビュー。
- 2007年12月にワンエイトプロモーションに移籍し、浅田ほのかに改名。苗字の由来は浅田真央のファンであることから[1]。
- 2008年にはレースクイーンとしても活動していたが、2009年2月18日付でワンエイトを離れた。
- 2009年3月、GMAエンタープライズに移籍、Motokaに改名。引き続きレースクイーンなどの活動を行う。
- 芸能人女子フットサルチーム南葛シューターズ入団。背番号は4。

## 人物・エピソード
- 趣味：レース観戦、ジムに通う事、インターネット
- 特技：バトントワリング、マッサージ、メイク・美容について語る事
- ブログは2003年12月19日から始めており、「ブログの女王」として有名な眞鍋かをりよりもブログ歴は長い。
- 39度の高熱にもかかわらず、撮影イベントに出たことがある[いつ?]。
- 迫力のあるバストの効果で、本人曰く「今まで知り合った男性は、みんな優しくしてくれる」らしい。

## 出演

### 小口もな美 名義
テレビ番組
- 水着少女（2004年1月 - 2005年3月、テレビ東京）
- P-1ゴールドラッシュ（2006年4月 - 2007年5月、テレビ大阪）
- 天使らんまん（2006年11月22日未明、毎日放送）
- シックスハンター（テレビ愛知）
- 悩殺×女神（2008年6月、MONDO21）
- 誘惑のマーメイド（MONDO21）

### 浅田ほのか 名義
テレビ番組
- ゴッドタン（2008年6月11日、テレビ東京）
- 世界まる見え!テレビ特捜部（日本テレビ） - アシスタント

レースクイーン
- SUPER GT「JIM GAINER レースクイーン」（2008年）

### Motoka 名義
レースクイーン
- SUPER GT「GMA KONDO RACING TEAM QUEEN」（2009年）

ラウンドガール
- 西口プロレスDX ラウンドガール（2009年）

テレビ番組
- easy sports（2009年7月27日 - 7月31日、テレビ朝日）